# Hassan Kadesh
Hassan Kadesh (właśc. Hassan Kadesh Mahboob; ar. حسن كادش محبوب; ur. 1 sierpnia 1992 w Ad-Dammam) – saudyjski piłkarz, występujący na pozycji obrońcy w saudyjskim klubie Al-Ittihad Club oraz w reprezentacji Arabii Saudyjskiej. Uczestnik Pucharu Azji 2023.

## Statystyki

### Klubowe
Na podstawie:
| Klub            | Sezonów | Liga                      | Liga  | Liga   | Puchar krajowy | Puchar krajowy | Międzynarodowe | Międzynarodowe | Suma  | Suma   |
| Klub            | Sezonów | Liga                      | Mecze | Bramki | Mecze          | Bramki         | Mecze          | Bramki         | Mecze | Bramki |
| --------------- | ------- | ------------------------- | ----- | ------ | -------------- | -------------- | -------------- | -------------- | ----- | ------ |
| Al-Ettifaq FC   | 3       | Saudi Professional League | 67    | 1      | 13             | 0              | 8              | 0              | 88    | 1      |
| Al-Hilal        | 3       | Saudi Professional League | 21    | 0      | 8              | 0              | 2              | 0              | 31    | 0      |
| Al-Taawoun FC   | 5       | Saudi Professional League | 74    | 5      | 5              | 0              | 5              | 0              | 84    | 5      |
| Al-Ittihad Club | 1       | Saudi Professional League | 11    | 1      | 2              | 0              | 5              | 0              | 18    | 1      |
|                 | Łącznie | Łącznie                   | 173   | 7      | 28             | 0              | 8              | 0              | 209   | 7      |

### Reprezentacyjne
Na podstawie:
| Gole w reprezentacji | Gole w reprezentacji | Gole w reprezentacji | Gole w reprezentacji | Gole w reprezentacji | Gole w reprezentacji | Gole w reprezentacji | Gole w reprezentacji | Gole w reprezentacji |
| Lp.                  | Data                 | Miasto               | Przeciwnik           | Wynik                | Czas                 | Gole                 | Inne                 | Rozgrywki            |
| -------------------- | -------------------- | -------------------- | -------------------- | -------------------- | -------------------- | -------------------- | -------------------- | -------------------- |
| 1.                   | 10.01.2017           | Abu Zabi             | Słowenia B           | 0:0 (0:0)            | 1'–90'               |                      |                      | mecz towarzyski      |
| 2.                   | 16.11.2023           | Al-Hufuf             | Pakistan             | 4:0 (1:0)            | 79'–90'              |                      | asysta               | Eliminacje MŚ 2026   |
| 3.                   | 21.11.2023           | Amman                | Jordania             | 2:0 (2:0)            | 1'–90'               |                      |                      | Eliminacje MŚ 2026   |

## Sukcesy
Na podstawie:

### Klubowe
Z Al-Hilal:
- Zwycięzca Ligi Mistrzów AFC 2018/19
- Mistrz Arabii Saudyjskiej 2017/18, 2019/20
- Puchar Arabii Saudyjskiej 2019/20
- Superpuchar Arabii Saudyjskiej 2018/19